# Jovan Markoski
Jovan Markoski (en  serbe en écriture cyrillique : Јован Маркоски) est un footballeur serbe, né le 23 juin 1980 à Belgrade. Il évolue au poste de milieu offensif au Napredak Kruševac.

## Palmarès
- Železnik Belgrade
  - Vainqueur de la Coupe de Serbie-et-Monténégro en 2005.

- Vorskla Poltava
  - Vainqueur de la Coupe d'Ukraine en 2009.